# Pyrénées Presse
Pyrénées Presse, groupement d'intérêt économique créé en 1976, est la société d'édition (éditeur de presse) des quotidiens régionaux L'Éclair des Pyrénées et La République des Pyrénées. 
Le siège de Pyrénées Presse est situé à Pau dans les Pyrénées-Atlantiques. 

## Description
Pyrénées Presse est une société anonyme à conseil d'administration (active depuis 73 ans en 2018) spécialisée dans le secteur d'activité de l'édition de journaux et le couplage presse,.
Pyrénées Presse (100 salariés) emploie 37 journalistes, basés à Pau, Oloron-Sainte-Marie et Orthez ; la rédaction s'appuie sur un réseau de 300 correspondants locaux en Béarn et Soule.
La société possède au moins cinq établissements, dont deux agences à Oloron-Sainte-Marie et Orthez, et une imprimerie à Morlaàs pour l'édition des deux quotidiens L'Éclair des Pyrénées et La République des Pyrénées.

## Historique

### De 1945 à 1970
Les deux journaux La République des Pyrénées et L'Éclair des Pyrénées (alors nommé Éclair des Pyrénées) sont apparus en 1944 à la Libération de la France (celle de Pau a eu lieu le 20 août 1944).

### De 1970 à 2000
Le rapprochement des deux journaux (L'Éclair des Pyrénées et La République des Pyrénées) par la mise en commun de moyens, depuis les années 1970, a été facilité par leur nouvel actionnaire commun groupe Sud Ouest (GSO). Ce dernier crée le groupement d'intérêt économique (GIE) Pyrénées Presse en 1976 dans cet objectif. Le GIE permet la mise en commun des moyens techniques et administratifs de L'Éclair et La République des Pyrénées.
Pyrénées-Presse a son siège à Pau (Pyrénées-Atlantiques).

### De 2001 à 2020
En 2001, Jean-Pierre Cassagne (53 ans) est président du directoire de Pyrénées-Presse. 
Pyrénées Presse a effectué la refonte de ses supports numériques en 2015 et lancé le 12 novembre 2016 une nouvelle formule de ses deux titres, L'Éclair des Pyrénées et La République des Pyrénées, a annoncé le groupe dans un communiqué.
Mi-2017, le directeur général Christophe Galichon est promu à Bordeaux, et remplacé par Jean-Pierre Barjou qui, au sein du Groupe Sud Ouest, dirige depuis dix ans le quotidien Charente libre, basé à Angoulême. En avril 2019, lui succède Patrick Venries : par ailleurs président du directoire du Groupe Sud Ouest, il devient PDG de Pyrénées Presse.
En 2018 comme en 2017, Pyrénées Presse, ainsi que toutes les entités opérationnelles du Groupe Sud Ouest ont dégagé un résultat d'exploitation positif,.
En février 2020, la rédaction de Sud Ouest (édition Béarn et Soule) a rejoint celles de La République des Pyrénées et L'Éclair des Pyrénées dans l’immeuble de Pyrénées Presse à Pau. Les rédactions restent indépendantes. Le service publicité (pour annonceurs) est commun.

## Diffusion
La diffusion (tirage papier) est soutenue par le développement du service de portage à domicile, qui a porté la part des abonnements à 70 % des ventes.
Pour développer l'audience du site internet (accès libre à une partie des articles), un portail des archives numérisées est mis en place avec accès (pour les abonnés) aux articles publiés depuis 1944. Les archives sont accessibles ainsi depuis février 2016.
L'Éclair des Pyrénées et La République des Pyrénées ont reçu l’Étoile 2017 de la plus forte progression d’audience « print » de la presse quotidienne régionale, aux côtés du journal Les Échos pour la presse quotidienne nationale.
L'Alliance pour les chiffres de la presse et des médias (ACPM), qui a remplacé l'Office de justification de la diffusion (OJD), mesure et publie la diffusion (presse écrite) et l'audience (sites internet) de la Presse quotidienne, nationale (PQN) et régionale (PQR) séparément.
- Les chiffres de diffusion PQR (papier)[14] indiquent séparément La République des Pyrénées et L'Éclair des Pyrénées.
- Les chiffres d’audience PQR[1] indiquent Pyrénées Presse dans le classement : l'ACPM publie les audiences presse par groupe de presse.